# Pål Cappelen
Pål Cappelen (født 17. februar 1947) er en tidligere norsk håndboldspiller som deltog under Sommer-OL 1972.
Han blev født i Oslo og repræsenterede SK Arild. I 1972 var han en del af norges håndboldlandshold som kom på en 9.- plads i den olympiske turnering. Han spillede i tre kampe.